# برج قوس
بُرج قَوس (کمان، ♐) نهمین برج فلکی از دائرةالبروج است.
قوس، نهمین برج [خانهٔ] خورشید، قوسی ۳۰ درجه از دائرةالبروج است. این برج خط سیر خورشید در آذر ماه به مدت ۲۹روز و ۱۳ساعت و ۲۳دقیقه و نام دیگر این ماه در گاهشماری خورشیدی نیز می‌باشد. میانگین شبانه‌روز لحظه تحویل برج قوس ساعت ۱۶:۴۲ روز ۱ آذر است.
دو هزار سال پیش این برج، بیشتر از زمینه صورت فلکی قوس (کمان) می‌گذشت و به همین نام باقی ماند؛ ولی امروزه مقداری از زمینه صورت فلکی عقرب (کژدم) و بیشتر آن از زمینه صورت فلکی مارافسای و مقدار کمی هم از زمینه صورت فلکی قوس (کمان) می‌گذرد.
کلمهٔ قوس به معنی کمان است.

## برداشت فرهنگی
تصویر این برج فلکی به عنوان نماد شهر اصفهان شناخته می‌شود.